# Cricotopus mongolreseus
Cricotopus mongolreseus är en tvåvingeart som beskrevs av Sasa och Suzuki 1997. Cricotopus mongolreseus ingår i släktet Cricotopus och familjen fjädermyggor. Inga underarter finns listade i Catalogue of Life.